# You Talk That Talk!
You Talk That Talk! è un album di Gene Ammons e Sonny Stitt, pubblicato dalla Prestige Records nel 1971. I brani furono registrati l'8 febbraio 1971 al Van Gelder Studio di Englewood Cliffs, New Jersey (Stati Uniti).

## Tracce
Lato A
1. You Talk That Talk! – 5:55 (Leon Spencer)
2. Body and Soul – 4:12 (Frank Eyton, Johnny Green, Edward Heyman, Robert Sour)
3. The People's Choice – 6:55 (Harold Ousley)

Lato B
1. Katea's Dance – 6:40 (Sonny Stitt)
2. The Sun Died – 4:40 (Ray Charles, Hubert Giraud, André Gregory, Pierre Leroyer)
3. Out of It – 5:00 (Harold Vick)

## Musicisti
- Gene Ammons - sassofono tenore
- Sonny Stitt - sassofono tenore
- Leon Spencer Jr. - organo
- George Freeman - chitarra
- Idris Muhammad - batteria